# Cor Knops
Cornelis (Cor) Hendrikus Knops (Hunsel, 23 november 1949) is een Nederlands hedendaagse kunstenaar die abstracte schilderijen, tekeningen en sculpturen maakt.

## Opleiding
- 1966-1970 – SintLucas, Boxtel[2]
- 1976-1980 – Design Academie (AIVE) Eindhoven
- 1980-1982 – Jan van Eijckacademie Maastricht

## Tentoonstelingen
- Huntenkunst, Internationaal Podium Voor Hedendaagse Beeldende Kunst, Ulft
- Huis Kernhem, Huis van Kunst en Cultuur, Ede.
- Saarlaendisches Kuenstlerhaus, Saarbruecken e.V., Saarbruecken, Deutschland.
- Boeckercontemporarys, Heidelberg, Deutschland – BLACK BOX.
- Casino Luxemburg, Forum d’art contemporain, Luxemburg.
- Arnhem Invites project van MMKA.
- Museum Kempenland, Eindhoven.
- Privécollectie, Heusden aan de Maas.
- Spring Award Bled, Bled, Slovenia.
- Kunst Rai, Amsterdam.
- Art Fair Shanghai, Shanghai-China.
- Kunstenaars galerie Alarm, Beugen.
- Basisstipendium, fonds voor BKVB, Amsterdam.
- Stedelijk Museum te Bochum, Duitsland. “Wa(h)re Kunst 1999 “.
- Projektgalerie Lygnasz te Herne, Duitsland.
- Art-Multiple, Düsseldorf, Duitsland.
- Galerie Phoebus – ladekast project ,Rotterdam.
- COR KNOPS Zwart-Wit tekeningen / Schwarz-Weisz Zeichnungen boekje.
- COR KNOPS Schilderijen- Nieuw Werk / Bilder-Neue Arbeiten boekje.
- Hoofdkantoor Rabobank Nederland, Utrecht.
- Trajecta 85, Maastricht.
- Galerie Zero, Tilburg.
- Jakob Smits museum, Mol. België.
- Bonnefantenmuseum, Maastricht.
- Gemeentemuseum, Weert. “Jan van Eijckacademie te gast”.
- 2de Internationale Tekentriënnale, Wroclaw, Polen.
- Koninklijk Paleis op de Dam in Amsterdam, deelnemer Koninklijke Subsidie.